# Cantone di Lisieux
Il Cantone di Lisieux è una divisione amministrativa dell'arrondissement di Lisieux.
È stato costituito a seguito della riforma approvata con decreto del 17 febbraio 2014, che ha avuto attuazione dopo le elezioni dipartimentali del 2015.

## Composizione
Comprende i 10 comuni di:
- Beuvillers
- Cordebugle
- Courtonne-la-Meurdrac
- Courtonne-les-Deux-Églises
- Glos
- L'Hôtellerie
- Lisieux
- Marolles
- Le Mesnil-Guillaume
- Saint-Martin-de-la-Lieue